# Charles Thomas (amiral canadien)
Pour les articles homonymes, voir Charles Thomas et Thomas.
Charles Morris Winton « Chuck » Thomas, né le 31 mai 1936 à Kelowna en Colombie-Britannique, était un officier militaire des Forces armées canadiennes. Il a atteint le grade de vice-amiral et a servi en tant que vice-chef d'état-major de la Défense (en) de 1989 à 1991 et en tant que commandant de la Marine royale canadienne de 1987 à 1989.

## Annexe